# Le Vivier-sur-Mer
Le Vivier-sur-Mer település Franciaországban, Ille-et-Vilaine megyében. Lakosainak száma 1062 fő (2022. január 1.). Le Vivier-sur-Mer Hirel és Mont-Dol községekkel határos.

## Népesség
A település népességének változása:
| Lakosok száma | 793  | 914  | 1012 | 1023 | 1036 | 1049 | 1039 | 1054 | 1063 | 1062 |
|               | 1968 | 1982 | 1990 | 2006 | 2013 | 2015 | 2017 | 2019 | 2020 | 2022 |